# Andrzej Szromnik
Andrzej Szromnik (ur. 24 maja 1948 w Kluczach, zm. 10 listopada 2024) – polski ekonomista, profesor nauk ekonomicznych, w latach 2002–2008 prorektor Akademii Ekonomicznej w Krakowie i Uniwersytetu Ekonomicznego w Krakowie.

## Życiorys
W 1971 ukończył Wyższą Szkołę Ekonomiczną w Krakowie, doktoryzował się w 1976 a habilitował 1983 na macierzystej uczelni. W 1996 z rąk prezydenta Aleksandra Kwaśniewskiego otrzymał tytuł profesora nauk ekonomicznych.
W 1971 rozpoczął prace na Uniwersytecie Ekonomicznym w Krakowie, pełniąc funkcje profesora zwyczajnego tej uczelni od 1996. W latach 1995–2002 profesor zwyczajny w Instytucie Zarządzania Uniwersytetu Jagiellońskiego. W latach 1997–2007 również profesor zwyczajny w Wyższej Szkole Zarządzania w Rzeszowie.
W 1994 został kierownikiem Katedry Handlu i Instytucji Rynkowych. W 2002 został wybrany na prorektora ds. studenckich i kształcenia Akademii Ekonomicznej w Krakowie, w trakcie drugiej kadencji w 2007 uczelnia ta przekształciła się w Uniwersytet Ekonomiczny. Od 2013 był kierownikiem Zamiejscowego Ośrodka Dydaktycznego UEK w Dębicy. Od 2019 był wykładowcą w Instytucie Ekonomii i Zarządzania Państwowej Wyższej Szkoły Techniczno-Ekonomicznej im. ks. Bronisława Markiewicza w Jarosławiu.
Był promotorem prac doktorskich m.in. Adama Figla i Joanny Trzaski-Wieczorek.
Był pierwszą osobą, która otrzymała honorowe obywatelstwo Gminy Klucze. Doktor Honoris Causa w Tarnopolskim Instytucie Społecznych i Informacyjnych Technologii.